# Stenbittjärnen (Hässjö socken, Medelpad)
Stenbittjärnen är en sjö i Timrå kommun i Medelpad och ingår i Indalsälvens huvudavrinningsområde.